# Tom Yum Goong 2
(Tom Yum Goong 2 / br - O Protetor 2) é um filme tailândes de 2013 dirigido por Prachya Pinkaew e estrelado pelo ator Tony Jaa. É a sequencia de Tom yum goong de 2005.

## Enredo
Após os acontecimentos de Tom Yum Goong, Kham (Tony Jaa) retomou uma pacata aldeia com seu "irmão" / elefante, Khon, na Tailândia. Dentro da aldeia, vive um excêntrico local que adora brincar com dispositivos elétricos, chamado Job. Ele viveu lá junto com Kham e os aldeões por algum tempo e ganhou a confiança dos moradores locais. Desconhecido para ele, ele é um agente de um traficante de armas conhecido como o Sr. LC (RZA). Fã das façanhas de Kham há cinco anos, LC mandou Jó vigiar Kham sem o seu conhecimento. As coisas mudariam para Kham quando um comerciante, Suchart Vilawandei (Adinan Buntanaporn), quisesse comprar Khon, mas Kham se recusou a vender Khon. Suchart entregou seu cartão de visita a Kham para o caso de ele mudar de ideia sobre a venda de Khon, no entanto, as coisas iam terrivelmente erradas depois que Kham foi convidado pelos aldeões para comer com ele.
Enquanto conversava com os moradores locais, Kham sentiu que algo estava errado e voltou para casa para encontrar Jó aparentemente espancado e Khon desaparecido; Suchart havia tomado Khon. Usando o cartão de visita que Suchart deixou mais cedo para ele, Kham foi à casa de Suchart para obter respostas, mas apenas para encontrar Suchart morto momentos antes, antes que ele pudesse confrontá-lo. Kham começou um tumulto e invadiu a casa de Suchart para encontrar seu corpo, enquanto tentava entender o que havia acontecido, duas sobrinhas gêmeas de Suchart, os artistas marciais Ping-ping (Jeeja Yanin) e Sue-sue (Theerada Kittiseriprasert) perceberam ele está morto e acredita que Kham seja responsável. Os dois o atacaram, mas ele evitou e escapou; as autoridades foram alertadas sobre o assassinato e a polícia o perseguiu.
Enquanto fugia da lei, Kham conseguiu encontrar Mark. Como Mark sabe que Kham não é um assassino, Mark fingiu ser agredido e permitiu que Kham escapasse. Mais tarde, Kham se encontraria secretamente com Mark na tentativa de entender a situação. Mark está na Tailândia devido ao seu trabalho pessoal para a Interpol, envolvendo uma recente conspiração terrorista entre Katana Oriental e Katana Ocidental tendo conversas de paz em Bangcoc. Pouco que ambos soubessem que o seqüestro de Khon e as negociações de paz estão todas relacionadas.
Os gêmeos encontraram Kham e o atacaram, assim como uma gangue de motoqueiros. Kham lutou com a gangue de motoqueiros e enfrentou um pequeno grupo de lutadores da LC. O próprio LC é um grande admirador das artes marciais e acumulou seu próprio grupo de lutadores, que ele classificou por números para considerar os mais fortes. Ele teve seu segundo mais forte, o número 2, assumiu Kham; os gêmeos também estavam interferindo. No.2 matou Sue-Sue, deixando Ping-Ping chorar. Enquanto Kham lutou No.2, Kham perdeu a luta como ele tinha uma agulha grudada no pescoço por causa de Ping-Ping. No.2 percebeu que ele só ganhou a luta porque Kham era deficiente e levou-o antes de LC.
Foi na base da LC que Kham encontrou seu elefante e também descobriu que Jó era um traidor. Eles amarravam um dispositivo elétrico remoto feito especialmente para garantir a obediência, pois todas as vezes que Kham ficava chocado, Khon também. LC queria que Kham se juntasse a ele, mas Kham só queria Khon de volta. Com o dispositivo ligado tanto a Kham quanto a Khon, Kham sabe que Khon está simultaneamente chocado também; ele foi forçado a obedecer LC para ajudá-lo a assassinar uma figura política relacionada com as negociações de paz. LC também teve a chance de marcar Kham em seu peito, listando Kham como seu lutador número 1.
Mark era suspeito de crime por outros agentes da Interpol. Depois que ele não conseguiu capturar Kham, ele foi dito para ir para casa. No entanto, Mark encontrou Kham e ajudou-o a remover o dispositivo elétrico de suas costas. Mark também encontrou Ping-Ping. Ele levou-a ao legista para examinar o corpo de seu tio, foi lá que o médico explicou que Suchart foi morto por três poderosos socos de combinação, o mesmo método de matar que aconteceu com Sue-Sue; Ping-Ping percebeu que Kham não era o assassino, era o número 2.
Em um templo do país, LC, Job, No.20 e Kham estão todos lá para ajudar os aproveitadores de guerra a assassinarem os dois líderes de Katana para entender a guerra e vender mais armas. Kham se infiltrou no templo e lutou contra todos os homens da LC e número 2; Kham e Ping-Ping se uniram para lutar contra seus inimigos mútuos. Ping-Ping queria matar pessoalmente o número 2 de seu tio, mas ela falhou; ela acendeu um andar inteiro cheio de gasolina na tentativa de queimar o No.2, mas o No.2 simplesmente evitou as explosões e o fogo para encontrar Kham.
Enquanto isso, Kham lutou um nível abaixo de Ping-Ping e a gasolina incendiada transformou todo o piso inferior em uma sala de fogo. Aproveitando-se do fogo, Kham pôs fogo em seus próprios sapatos para usá-lo para derrotar seus inimigos; eles, por sua vez, copiaram-no. Kham então lutou contra o No. 2 novamente, desta vez na seção mais baixa, os trilhos do trem. Os dois lutaram ao longo de um trilho ao vivo e aproveitaram a eletricidade para chocar uns aos outros enquanto lutavam em combate mortal efeito de sabre de luz; Kham nocauteou No.2 e enfrentou LC. Para Kham

### Elenco
- Tony Jaa ....  Kham
- Petchtai Wongkamlao .... Sgt. Mark
- Yanin Vismistanada .... Ping Ping
- Marrese Crump .... No . 2
- Ratha Program .... No. 20
- Damian Cloud... Ram
- RZA .... No. 00